# کال وود، بریتیش کلمبیا
کال وود (به انگلیسی: Colwood) یکی از شهرهای بریتیش کلمبیای کشور کانادا واقع در منطقهٔ جزیره ونکوور در جنوب غربی ویکتوریا است.
جمعیت این شهر در سرشماری سال ۲۰۱۱ در کانادا ۱۶٬۰۹۳ نفر اعلام شد.